# 佩利肯鎮區 (明尼蘇達州奧特泰爾縣)
佩利肯鎮區（英語：Pelican Township）是位於美國明尼蘇達州奧特泰爾縣的一個行政鎮區。

## 地方資料
佩利肯鎮區的面積為85.97平方千米，當中陸地面積為80.73平方千米，而水域面積為5.24平方千米。根據2020年美國人口普查的數據，當地共有人口574人，而人口密度為每平方千米6.68人。